# وولودیمیر کاپلیچنی
وولودیمیر کاپلیچنی (انگلیسی: Volodymyr Kaplychnyi; ۲۶ فوریهٔ ۱۹۴۴ – ۱۹ آوریل ۲۰۰۴) بازیکن فوتبال اهل اتحاد جماهیر شوروی سوسیالیستی بود.
از باشگاه‌هایی که در آن بازی کرده‌است می‌توان به باشگاه فوتبال زسکا مسکو اشاره کرد.
وی همچنین در تیم ملی فوتبال شوروی بازی کرده‌است.
وی در مسابقات کشوری و بین‌المللی در مجموع برندهٔ ۱ مدال برنز شده‌است.